# Gustave Gobron
Gustave Charles Albert Gobron, né le 15 juin 1846 à Buzancy et mort le 27 septembre 1911 à Wadimont, est un homme politique français.

## Biographie
Fils de Porphyre Gobron, notaire à Buzancy, et de Léonie Devy, il commence sa carrière comme directeur de la maison de fournitures militaire Godillot. Conseiller général du canton de Buzancy de 1874 à sa mort, il est élu député des Ardennes en 1885, sur la liste radicale. 
Battu en 1889, il se lance dans l'industrie automobile naissance, en créant avec l'ingénieur Eugène Brillié la société des automobiles Gobron-Brillié. Président du conseil général des Ardennes à partir de 1904 et sénateur des Ardennes de 1907 à sa mort, inscrit au groupe de la Gauche démocratique, ses interventions concerneront souvent l'industrie automobile. 
Par son épouse née Suzanne Scheurer-Kestner, il est le cousin par alliance de Jules Ferry.

## Sources
- « Gustave Gobron », dans Adolphe Robert et Gaston Cougny, Dictionnaire des parlementaires français, Edgar Bourloton, 1889-1891 [détail de l’édition]
- « Gustave Gobron », dans le Dictionnaire des parlementaires français (1889-1940), sous la direction de Jean Jolly, PUF, 1960 [détail de l’édition]
- Jean-Louis Escudier,"Viticulture et politique en Languedoc,l'action d'Adolphe Turrel, ministre de la III° République", Les Presses du Languedoc, 1995,  (ISBN 2-85998-146-2).